# 股がり天使 火照りの桃源郷
『股がり天使 火照りの桃源郷』（またがりてんし ほてりのとうげんきょう）は2022年5月6日より公開の日本映画。竹洞哲也監督による成人映画として公開。

## 概要
高橋りほピンク映画初出演、初主演作品演映画。
脚本時点ののタイトルは「陽は夜のぼる」。
撮影ロケ地として東京・吉原の実在するソープランド『ロケットワイフ』が使用されている（劇中の店名はロケットランド）。劇中、ソープランド店内のシーンが多くしめており、性風俗を描くことが大きいピンク映画でもここまで主舞台にするのは出色。これは脚本の小松公典の「仲間が家族で、店が家という印象を強めたかった」という意図による。シリーズ全体を通して脚本小松公典の得意とする「ドラマチックな変化を登場人物の会話としては極力持ち込まないオフビートな作品」であり、「登場人物の心地よい会話劇」でありながらも、「いずれは終わりが来る」「人生の表舞台や歴史の表面に残らない哀歓をにじませる」作風を貫いている。
2022年7月1日より続編となる『続・股がり天使 旅立ちの朝勃ち』を公開。テーマは「笑顔の裏に隠した悩み」。主役を友田彩也香演じるナンバーワン風俗嬢に変更している。
「OP PICTURES+フェス2022」では第1作『しゃぼん玉の詩』と第2作『おもてなしのおかえし』とそれぞれR15編集し、改題して上映される。
2023年5月3日に第1作が『純情泡姫 しゃぼん玉の詩』、同年7月5日に第2作が『純情泡姫 おもてなしのおかえし』としてそれぞれスターボードからDVDソフトとして発売された。

## ストーリー
ソープランドを舞台に新人風俗嬢と売れっ子風俗嬢の出会いと別れ、個性豊かな従業員や客の姿を綴る。

## 登場人物
特記なき場合シリーズ全作に出演。
メイ　
演 ‐ 高橋りほ　
キャサリン、メアリーなどの中からダーツで源氏名を決めた新人ソープ嬢。屈託のないおばあちゃん子。本名は東田舞花。第1作主人公。
かおる
演 ‐ 友田彩也香
ソープランドのエース。本名は南条いつき。天使のほほえみと圧倒的なオーラを纏う人気嬢。「笑顔は武器じゃなく防具」の言葉を残す。第2作主人公。
なおみ
演 ‐ 辰巳ゆい
ソープランドのベテラン泡嬢。珍客の相手も買って出る、後輩思いの大人の女性。本名は北川梢。第2作ではイタリアンシェフと交際し、店とは距離を取っている。
寺本洋子
演 ‐ 工藤翔子
ソープランドのベテランスタッフ。元泡嬢。女番頭とも言われる風俗嬢の母親的存在。
木津公平
演 ‐ 巌屋拳児
ソープランドのオーナー。風俗嬢の父親的存在。メモ魔で川柳が趣味。
寺本優一（第1作）
演 ‐ 吉田憲明
就職を控える洋子の一人息子。シングルマザーで育てられたことに感謝する。
萬田良介
演 ‐ 伊神忠聡
ソープの常連客。
富士山富男（第1作）
演 ‐ なかみつせいじ
年に一度来店する伝説の巨根客。
ストリートミュージシャン
演 ‐ バクザン
かおるが通う路上ミュージシャン。
ジム（第2作）
演 ‐ 星あめり
新しく入店した嬢。普段は黒縁の眼鏡姿。源氏名は元事務職員だったことに由来。本名は大野美佐。
月山尚文（第2作）
演 ‐ 細川佳央
いつきの彼氏。疲れ気味の男。
柿沢貴志
演 ‐ モリマサ
常連客
たぬき
演 ‐ 森羅万象
新たな常連客。

## 劇中音楽

### 挿入歌
第1作
- バクザン『シャワー』『やっぱり君が好き』（アルバム『ゴミ箱』収録※ただしCD収録曲はライブ音源で異なる）

『日々パンチ』(『非公認』収録)
第2作
- バクザン『強く生きたい』（アルバム『ゴミ箱』収録）

## スタッフ
特記なき場合シリーズ全作に関わる。
- 監督・編集：竹洞哲也
- 脚本：小松公典
- 撮影監督：坂元啓二
- 録音：山口 勉
- 音楽：與語一平
- 整音：吉方淳二
- 助監督：赤羽一真
- スチール：須藤未悠
- 協力：ロケットワイフ
- 制作：Blue Forest Film
- 仕上げ：東映ラボ・テック
- 配給・提供：オーピー映画